# Yves Tumor
Yves Tumor, vlastním jménem Sean Bowie, je americký hudebník a hudební producent. Pochází ze státu Tennessee a později působil na experimentální hudební scéně v Los Angeles. Později se usadil v italském Turíně. Své první album s názvem When Man Fails You vydal vlastním nákladem v roce 2015. Druhou desku, která dostala název Serpent Music, mu vydalo berlínské vydavatelství PAN. Desce se dařilo u kritiků. Následující album Safe in the Hands of Love (2018), které vydala společnost Warp, mělo opět obrovský úspěch u kritiků, například server Pitchfork Media mu udělil 9,1 z deseti bodů.